# 国立病院
国立病院（こくりつびょういん）とは、日本の厚生労働省が直接経営している施設等機関をいう。2004年（平成16年）以降には、その多くが独立行政法人国立病院機構に移行している。
太平洋戦争に敗戦した1945年（昭和20年）から、国立病院機構に引き継がれる2004年（平成16年）までの、約半世紀に渡って存在した（ただし、旧国立高度専門医療センターの施設については後に各組織ごとに法人化）。

## 成立
1945年（昭和20年）の第二次世界大戦終戦に伴い、それまで大日本帝国陸軍が運営していた陸軍病院、同海軍が運営していた海軍病院、および軍事保護院は、連合国軍最高司令官総司令部（GHQ）に接収された。これらの病院は、同年11月19日付文書「陸海軍病院に関する覚書」によって連合国軍占領下の日本に返還され、厚生省に移管されることとなった。
ただし、そのときGHQから占領下の日本政府に対して、次のような覚書がつけられていた。それはすなわち、「日本政府は、日本陸海軍の全病院・療養施設の監督権を占領軍司令官より内務省が受領した際には、ただちに一般市民の医療に責任を有する厚生省に移管すること、及びこれらの諸施設において行う入院医療は、傷痍軍人及びその家族に限定しないこと」、というものであった。この文書は、全国の国立病院ならびに国立療養所発足の基礎となった。

覚書の原文は以下の通り。

General Headquarters supreme commander for the allied powers: AG 632(17 Nov 45)   19 November
Memorandum to: The imperial Japanese government.

Through: Central Liaison Office, Tokyo

Subject: Imperial Japanese Army and Navy Hospital

The Imperial Japanese Government is directed to transfer supervisory authority of all hospitals, sanatoria, and other hospital facilities of the former Imperial Japanese Army and Navy when received by the Home Ministry from Occupational Force Commanders to that agency of the Ministry of Health and Social Affairs responsible for the hospitalization of civilians. Reconstruction of hospital care and medical treatment to veterans and their families in these institutions is prohibited.

For the supreme commander:

H.W.Allen,

Colonel A.G.D.

Asst. Adjutant General

これに基いて、同年12月1日に陸軍省・海軍省（医務局所属）が廃止され、旧軍病院は国立病院として再発足した。軍病院に所属していた軍医その他の武官についても、同日付で厚生省の文官に任命する手続きがとられた。軍事保護院については同13日の「軍事保護院に関する覚書」により、同日付で国立療養所へ移行した。

## 予算・財政根拠の変遷
1949年（昭和24年）になると国立病院特別会計法が成立、国立病院については一般会計から特別会計に移行した。さらに1968年（昭和43年）4月27日、国立病院特別会計法の一部改正が行なわれ、国立ハンセン病療養所を除く国立療養所が一般会計から特別会計に移行した。2004年（平成16年）、国立病院・療養所の独立行政法人国立病院機構への移行に伴い、法律は国立高度専門医療センター特別会計法と改称された。
国立高度専門医療研究センターについては同法勘定、国立精神・神経センター及び国立長寿医療センターは療養所勘定、その他のセンターは病院勘定で運営していた。2004年（平成16年）の法改正によりこの勘定は撤廃された。

## 統廃合
国立病院・療養所の施設は、1986年（昭和61年）の「国立病院・療養所の再編成計画」の策定から約20年で、およそ4割が削減された。
また、2000年（平成12年）12月1日の行政改革大綱発表までに、74施設中、37施設、さらに2002年（平成14年）までに66病院の再編成が完了した。また1992年（平成4年）度から2001年（平成13年）までに、経常収支率が83.9%から102.8%、一般会計繰入率も26.4%から11.5%と改善した。

## 独立行政法人への移行
2004年（平成16年）、それまでの国立病院の多くは、独立行政法人国立病院機構に引き継がれた。一方、採算性の低い病院などを中心に閉鎖・売却された施設も多く、その割合は最終的に4割に達したが、経営移譲対象施設の多くは医療過疎地域に集中していたとも言われる。譲渡における売却価格は、地方公共団体の場合は無償、学校法人、社会福祉法人、医師会などでも時価の7割引（離島、特別豪雪地帯、辺地、山村、過疎地など特例地域では無償）、と国有財産の格安での譲渡が定められた特別措置法が定められた。
国立病院機構では、地域医療からは撤退し、高度先駆的医療に国立病院が特化する方向で計画が進められた。機構への移行に際しては、1985年（昭和60年）から翌年にかけて厚生省から基本方針、全体計画が発表された後、全国の地方自治体（都道府県市町村）3,324のうち、88%の2,935自治体で反対決議がされ、全国知事会や全国市長会でも反対決議、要望が出された。またその一連の流れの中で厚生省の内部文書が漏出し、国立病院立ち枯れ作戦として話題になった。

## 前史
明治時代には、鎮台によって開設された「鎮台病院」、大日本帝国陸軍・海軍によって開設された「衛戍病院」等の軍病院、陸軍省所管の廃兵院によって開設された「傷病軍人療養所」などが生まれた。さらに、昭和時代になると、各地に県立の「結核療養所」も開設された。
- 1934年（昭和9年） 廃兵院を、傷兵院と改称
- 1936年（昭和11年） 衛戍病院を、陸軍病院と改称
- 1938年（昭和13年） 厚生省設置に伴い、傷兵院を厚生省外局の、傷兵保護院とする
- 1939年（昭和14年） 傷病軍人療養所等の規模拡大に伴い、傷兵保護院を軍事保護院に改称
- 1942年（昭和17年） 日本医療団令（勅令第427号）公布、日本医療団が結核療養所等を管理・開設
- 1943年（昭和18年） 軍事保護院施設を、日本医療団へ統合
- 1945年（昭和20年） 敗戦。陸・海軍省の廃止に伴い、陸軍病院、海軍病院及び傷痍軍人療養所を厚生省へ移管

## 年表
- 1947年（昭和22年） 日本医療団施設を厚生省へ移管（国立療養所として発足）
- 1949年：GHQにより国立病院特別会計制度（独立採算制）が強制される[4]。
- 1951年：60施設の地方移譲計画が発表される、全日本国立医療労働組合（全医労）などの反対により10施設が移譲されるに留まる[4]。
- 1958年：新国民健康保険法が成立、翌1959年に施行。
- 1962年：議員立法により「公的病院病床規則」が日本共産党以外の賛成で成立[4]。
- 1964年：第一次臨時行政調査会により地方自治体や民間で行いうるものは積極的に移譲するよう答申が出る[4]。また10月に国立療養所整備特別会計構想が打ち出され、172施設を半減する方針が出たが全医労などの反対で頓挫した[4]。
- 1968年（昭和43年）：国立病院特別会計法の適用範囲が国立療養所にも拡大、ハンセン病療養所以外のすべての国立医療施設が独立採算制となる。
- 1975年：大蔵省が民間医療保険を奨励する[4]。
- 1976年：大蔵省主計局が老人医療無料化を批判する[4]。
- 1977年：政府より医療保険制度改革14項目が発表される[4]。
- 1980年：6月、老人保健医療対策本部設置、10月、国民医療費適正化総合対策本部設置[4]。
- 1981年：第二次臨時行政調査会の答申により、「地域の医療供給体制を踏まえた施設の整理統廃合及びその病床数の削減合理化」、「役務業務の民間委託」が提起される[4]。
- 1982年：第三次臨時行政調査会の答申により、「国立医療機関の機能の特化」が追加される[4]。
- 1983年2月：老人保健法施行[4]。
- 1983年：臨時行政調査会で国立病院再編が打ち出される[5]。
- 1984年：10月、国立病院・療養所再編成問題懇談会が発足[4]。
- 1985年：3月、国立病院・療養所の再編成・合理化の基本方針を厚生省が発表、高度先駆的医療、結核、重症心身障害、進行性筋ジストロフィー、ハンセン病、難病、老人性痴呆、末期医療などに特化したものとするものであった[4]。これについて3月7日、衆議院予算委員会で日本社会党の田中恒利が、3月8日には上野建一が質問を行った。6月6日には自治事務次官から「国立病院及び療養所の再編成・合理化に当たって、その統廃合とともに地方団体等地の経営主体への経営移譲も検討されているが、各地方団体は、病院を取り巻く厳しい経営環境、地方財政の現状等にかんがみ、経営移譲の問題については慎重に対処すること。」と通達が出される[4]。12月3日の公明党の原田立が参議院内閣委員会で質問した。12月に医療法の改正実施。
- 1986年（昭和61年）1月：国立病院・療養所計239施設のうち、主に300床未満である74施設を統合、移譲、再編成して165施設にして高度専門医療に限定した機能とする再編計画を公表したところ[4]、地区住民や地元医師会の大反対を受ける[5]。1月22日、日本社会党の本岡昭次が参議院決算委委員会で、2月12日、公明党の坂口力が衆議院予算委員会で質問を行う。
- 1987年（昭和62年）：1月老人保健法が改正され老人保健施設が創設される[4]。「国立病院等の再編成に伴う特別措置に関する法律」は第108回国会では継続審議となったものの、9月に成立、10月に公布[4]。
- 1996年（平成8年）: 国立病院・療養所の再編合理化の基本方針を改正。
- 1997年：行政改革会議最終報告で「高度かつ専門的な医療センターやハンセン病療養所等を除き独立行政法人化」を図るよう答申が出された[3]。
- 1998年、中央省庁等改革基本法が成立[3]。
- 1999年（平成11年）：「国立病院・療養所の再編成計画の見直し」実施。さらに13施設を削減対象に加え、合わせて87施設の削減とし国として担うべき政策医療を19分野に特定した[3]。
- 2000年：行政改革大綱が閣議決定され、各病院ごとに単一の独立行政法人となることが決定[3]
- 2001年（平成13年） 厚生労働省所管となる
- 4月には、32施設の「対処方策」を発表。移譲対象施設の稚内、弟子屈、登別、秋田の4施設と、統合対象の11施設を廃止[5]
- 2002年：4月、独立行政法人国立病院機構法が国会に提出、12月に成立[3]。
- 2003年：秋田県内唯一で東北最大の160床の重症心身障害児（者）病棟をもつ秋田病院を廃止と決定[5]。
- 2004年（平成16年）：独立行政法人国立病院機構への移行。